# いぶり暮らし
『いぶり暮らし』（いぶりぐらし）は、大島千春による漫画作品。『月刊コミックゼノン』（ノース・スターズ・ピクチャーズ）で2014年3月号（1月27日発売）にて連載が開始された後『WEBコミックぜにょん』（同）で2019年7月19日まで連載された。全9巻。
同棲生活3年目となるカフェの店長を務める26歳の頼子とフリーターである24歳の巡が互いに忙しい中で唯一重なる休日に食材を燻しながら食べて、燻製を通してお互いの仲を深めていくハートフルグルメ漫画。
2022年4月期にBS松竹東急の「月曜ドラマ」枠でテレビドラマ化された。

## 登場人物
頼子
カフェの店長を務める26歳の女性。
巡
頼子と同棲している24歳のフリーター。

## 書誌情報
- 大島千春 『いぶり暮らし』 ノース・スターズ・ピクチャーズ〈ゼノンコミックス〉、全9巻
  1. 2014年8月20日発売、ISBN 978-4-19-980230-0[4]
  2. 2015年4月20日発売、ISBN 978-4-19-980264-5[5]
  3. 2015年11月20日発売、ISBN 978-4-19-980312-3[6]
  4. 2016年5月20日発売、ISBN 978-4-19-980344-4[7]
  5. 2016年11月19日発売、ISBN 978-4-19-980380-2[8]
  6. 2017年6月20日発売、ISBN 978-4-19-980417-5[9]
  7. 2018年1月20日発売、ISBN 978-4-19-980471-7[10]
  8. 2018年10月20日発売、ISBN 978-4-19-980530-1[11]
  9. 2019年10月19日発売、ISBN 978-4-19-980595-0[12]

## テレビドラマ
2022年4月4日から6月27日まで毎週月曜 22時30分 - 23時 にBS松竹東急で放送されたテレビドラマ。主演は志田未来。
BS松竹東急が開局に合わせて設立したオリジナルドラマ枠「月曜ドラマ」の第1弾。

### キャスト（テレビドラマ）
瀬戸 頼子〈26〉
演 - 志田未来
本作の主人公。カフェの店長であり、巡と同棲して3年目を迎える。
小岩井 巡〈24〉
演 - 泉澤祐希
フリーターで、アルバイトをしながら暮らす。
佐山 薫
演 - 矢作穂香 
頼子が店長を務めるカフェの店員。
加納 翔太
演 - 市川理矩
薫の彼氏で理容師の見習い。
小岩井 季則
演 - 今井悠貴
巡の弟。大学生。
瀬戸 美奈子
演 - 石野真子
頼子の母。

### スタッフ
- 原作 - 大島千春「いぶり暮らし」（ゼノンコミックス / 徳間書店刊）
- 脚本 - いとう菜のは、村田こけし、三田理恵子、いながわ亜美、豊田百香
- 監督 - 半田健、富田和成、伊藤祥、祖山聡、水落拓平
- 音楽 - 石塚徹、田井千里、山根美和子
- 音楽プロデューサー - 田井モトヨシ
- フードコーディネーター - 佐藤暁子（日本燻製協会）
- プロデューサー - 重富浩二、小林泰子、田辺勇人、難波裕介
- 製作 - BS松竹東急、PROTX

### 放送日程
| 各話   | 放送日  | サブタイトル                                                         | 脚本         | 監督           |
| ------ | ------- | -------------------------------------------------------------------- | ------------ | -------------- |
| 第1話  | 4月04日 | おいしい日曜日 初めての燻製たまご                                    | いとう菜のは | 半田健         |
| 第2話  | 4月11日 | トラブル発生!? 薫るひき肉カレーと男の燻製ベーコン                    | いとう菜のは | 半田健         |
| 第3話  | 4月18日 | 母と娘の絆…絶品! 深夜の燻製牡蠣                                      | いとう菜のは | トミー・チャン |
| 第4話  | 4月25日 | 仲直りの燻製ししゃも!? 弟と楽しむ燻製餃子!                           | いとう菜のは | 祖山聡         |
| 第5話  | 5月02日 | 薫る調味料と想いを挟む燻製ハンバーガー                               | 村田こけし   | トミー・チャン |
| 第6話  | 5月09日 | 初めてのキャンプ! 燻製バーベキューで深まる絆…                        | 三田理恵子   | トミー・チャン |
| 第7話  | 5月16日 | 絶品燻製キャンプ飯! 燻して気づく"愛情"のカタチ!?                     | 三田理恵子   | トミー・チャン |
| 第8話  | 5月23日 | 挑戦! 燻製コロッケのホットサンド 元気を取り戻せ! 贅沢ディップ        | いながわ亜美 | 水落拓平       |
| 第9話  | 5月30日 | 疲れをぶっ飛ばす! 冷燻海鮮丼&燻し卵黄三昧ごはん                      | いながわ亜美 | 伊藤祥         |
| 第10話 | 6月06日 | 燻製も仕事もダメで元々!? 初挑戦! 濃厚燻しバターポン酢                | 豊田百香     | 伊藤祥         |
| 第11話 | 6月13日 | 脱マンネリ化! 燻製シュークリーム スモーキー&スパイシー肉巻きおにぎり | いとう菜のは | 伊藤祥         |
| 第12話 | 6月20日 | 1人で過ごす日曜日… 燻製カップ焼きそば&燻りたこ焼き                   | いとう菜のは | 半田健         |
| 最終話 | 6月27日 | 2人をつなぐおいしい日曜日 燻りだし茶漬け&思い出の燻製料理            | いとう菜のは | 半田健         |

- ひかりTV（NTTぷらら）[17]とGYAO![18]で見逃し配信されている。